# Leioproctus elegans
Leioproctus elegans är en biart som beskrevs av Smith 1853. Leioproctus elegans ingår i släktet Leioproctus och familjen korttungebin. Inga underarter finns listade i Catalogue of Life.

## Bildgalleri

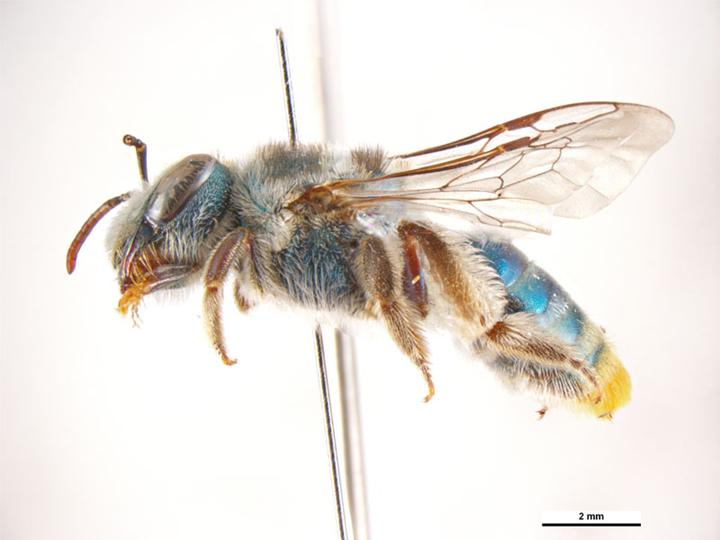
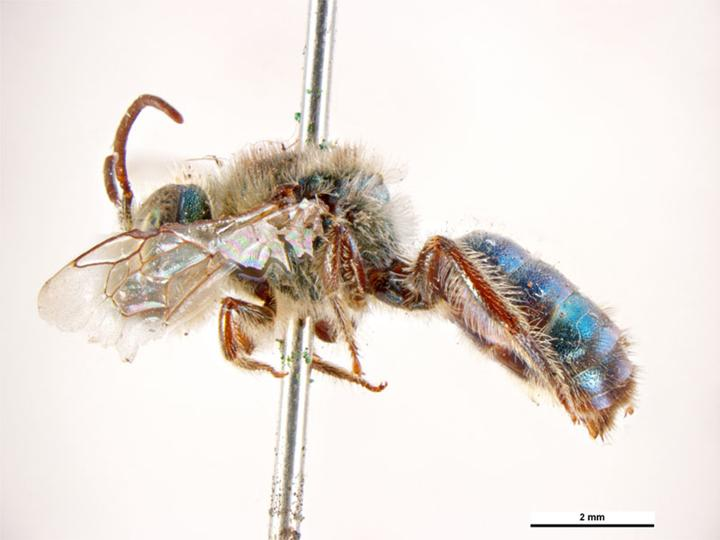